# Pinnotheres hickmani
Pinnotheres hickmani is een krabbensoort uit de familie van de Pinnotheridae. De wetenschappelijke naam van de soort is voor het eerst geldig gepubliceerd in 1950 door Guiler.